# Yuniesky Quezada
Yuniesky Quezada Pérez (Villa Clara, 31 de julho de 1984) é um Grande Mestre de Xadrez cubano. N º 2546 ELO (FIDE, janeiro de 2008), venceu o Campeonato Xadrez de Cuba (2008).